# Volatilità (economia)
In finanza, la volatilità è una misura della variazione percentuale del prezzo di uno strumento finanziario nel corso del tempo. La volatilità storica deriva dalla effettiva serie storica dei prezzi misurabile nel passato. La volatilità implicita deriva dal prezzo di mercato delle opzioni dello strumento finanziario analizzato, per scadenze future attualmente scambiate. Il simbolo σ viene utilizzato per la volatilità, e corrisponde alla deviazione standard.
La volatilità, se usata in una regressione, rappresenta la misura della correlazione tra variazione del rendimento del titolo rispetto al mercato di riferimento.
La parte sistematica è misurabile attraverso il calcolo del coefficiente Beta. Statisticamente viene determinata attraverso il rapporto tra Cov. Rm,Ri/Var. Rm
Ad esempio un titolo volatile ha un beta > 1 poiché tende ad accentuare ed amplificare i corsi del mercato azionario e specie del suo mercato azionario di riferimento (Benchmark);
Es: in un periodo compreso tra T e T' un titolo A=5€ con Beta=1,2 è più volatile di un titolo B=5€ con Beta=0,9. Infatti, ad un +2% del mercato azionario, teoricamente, i titoli risponderanno nel seguente modo: A=+2,4% B=+1,8%